# Citizenfour

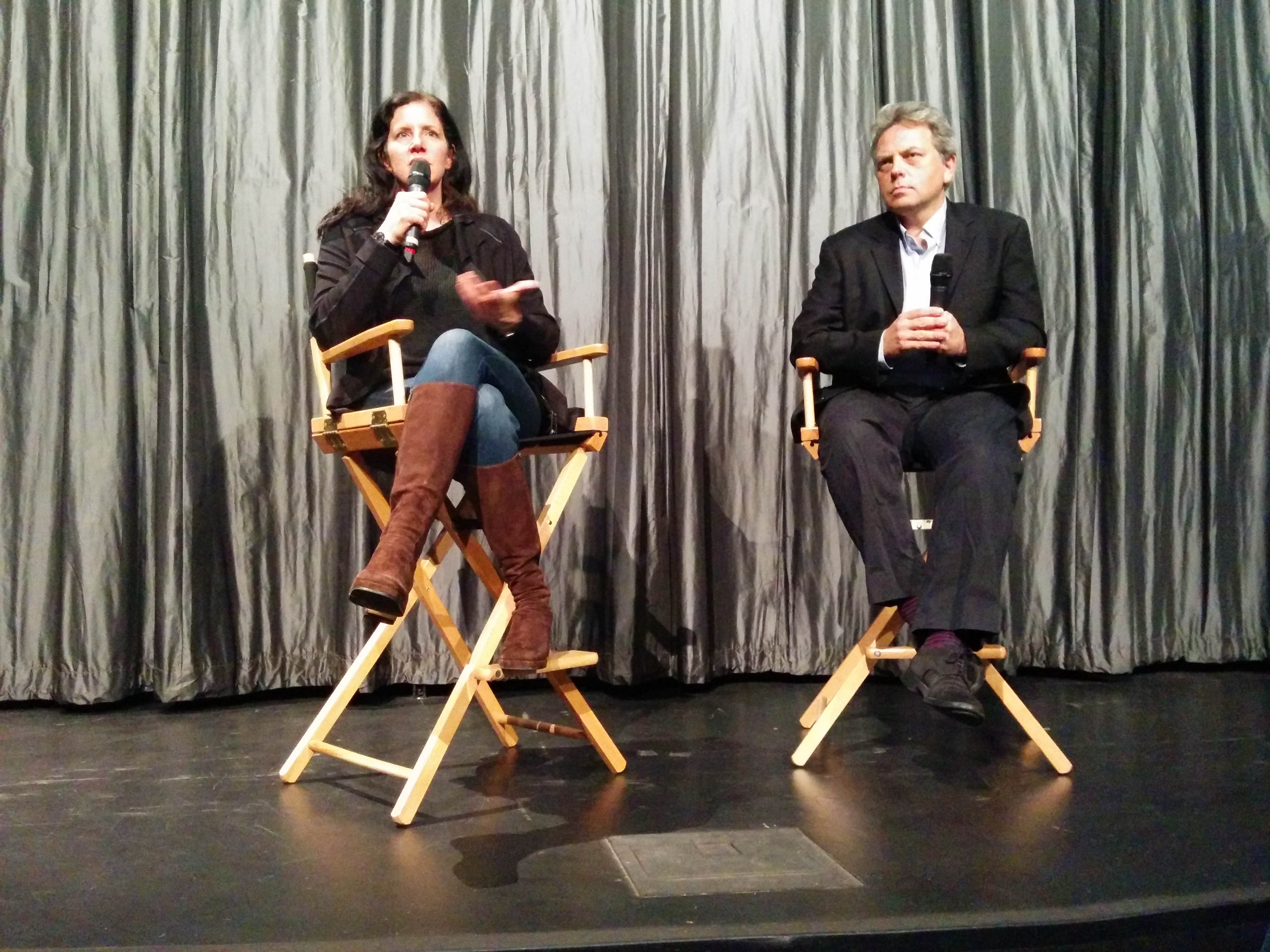
A diretora Laura Poitras

Citizenfour é um documentário norte-americano de 2014 dirigido por Laura Poitras.

## Sinopse
Trata do escândalo de espionagem pela NSA e como se deram os encontros com Edward Snowden antes e depois de sua identidade ser revelada ao público.
Na abertura, em texto, a diretora Laura Poitras informa que foi incluída em 2006 numa lista secreta após dirigir um filme sobre a Guerra do Iraque. Nos anos seguintes foi detida e interrogada diversas vezes nas fronteiras dos Estados Unidos. Seu filme seguinte foi sobre a Prisão de Guantánamo e guerra ao terrorismo. Este filme é a terceira parte da trilogia sobre os Estados Unidos após os ataques de 11 de setembro de 2001.

## Elenco
- Edward Snowden
- Glenn Greenwald
- William Binney
- Jacob Appelbaum
- Jeremy Scahill
- Ewen MacAskill

## Produção
Steven Soderbergh foi um dos produtores executivos.

## Prêmios e indicações
O filme teve sua estreia norte-americana em 10 de outubro de 2014 no Festival de Cinema de Nova York e sua estréia na Inglaterra (Reino Unido) em  17 de outubro de 2014. O filme foi produzido por Laura Poitras e Steven Soderbergh.
Em 2015, recebeu o prêmio da Associação Internacional de Documentários e foi indicado para o Oscar no mesmo ano, vencendo como melhor documentário.
Também em 2015, o documentário que retrata a trajetória de Edward Snowden durante as revelações de junho de 2013, ganhou o prêmio Spirit Award como "Melhor Documentário".
Em julho de 2015, o filme foi indicado ao Emmy Awards, que foi ao ar em setembro do mesmo ano.